# Каунасский замок
Каунасский замок, Ковенский замок (лит. Kauno pilis) находится в литовском городе Каунасе, в Старом городе. Самый старый каменный замок Литвы. По данным археологических исследований его строительство относится к середине XIV века. Построен в стратегически важном месте — слиянии рек Немана и Нериса как опорный пункт в обороне против Тевтонского ордена. В настоящее время сохранилось около трети замка с двумя башнями. Комплекс построек Каунасского замка включен в Реестр культурных ценностей Литовской Республики, охраняется государством (код 839).

## История
Каунасский замок упоминается в «Хронике земли Прусской» Виганда фон Марбурга под 1361 годом в связи с разведывательной экспедицией крестоносцев. Судя по археологическим данным, он имел двойные укрепления: основные стены на расстоянии 18—30 м были окаймлены предзамковыми. Те и другие были без башен. На внешних плоскостях стен проходила двухметровая полоса из красного кирпича, которая контрастировала с оштукатуренной поверхностью. 
В 1362 Тевтонский орден, а также приглашенные рыцари из Чехии, Италии, Дании, Англии (по другой версии, из Германии, Италии, Англии) осадили замок и после упорной борьбы взяли его и разрушили. В начале XV века замок был отстроен Витовтом. В результате перестройки замок приобрел массивные угловые башни. Стены имели толщину 3,5 м и достигали 9—10 м высоты. Предполагается, что башни были четырёхъярусными. Поэтажные перекрытия были деревянными. Замок был окружен защитным рвом.
После Грюнвальдской битвы 1410 года замок потерял свое стратегическое значение. Князь Витовт часто останавливался в замке и принимал гостей. После его смерти замок стал резиденцией старосты Каунаса, в замке располагались различные административные учреждения. В начале XVI века замок использовался как тюрьма. Один из наиболее известных заключенных был сын Ахмата, хана Большой Орды, Шейх-Ахмад. 
В середине XVI века юго-западная башня замка была окружена барбаканом. Вероятно, это было последнее устройство для усиления оборонительной мощи замка. Строительство барбакана было связано с необходимостью укрепления замка во время Ливонской войны (1558—1583). В первой половине XVII века Нерис подмыл северную стену замка: в 1611 году обвалилась одна башня, а в 30-е годы XVII века была смыта северная часть замка.
В XIX веке территория замка была разделена на небольшие участки и распродана. Руины замка были особенно повреждены в 1870 году, когда было разрешено использовать каменную кладку для строительства нового шоссе и городских улиц.
Первые серьезные археологические исследования в Каунасском замке начались в 1924 году. В 1930 и 1932 гг. расчищена территория замка и снесены деревянные постройки позднего периода. В 1965 году открылся музей «Каунасский замок», филиал Каунасского государственного исторического музея.

## Каунасский замок сегодня
В настоящее время восстановлена крыша и в круглой башне замка действует центр туристической информации. Обсуждаются проекты частичной реставрации замка и учреждения музейной экспозиции.
|                                                     |  |                                                    |  |                                        |
| Каунасский замок в XIX веке. Рисунок Наполеона Орды |  | Круглая башня и бастион до реконструкции. 2006 год |  | Панорама после реконструкции. 2012 год |